# Sylligma theresa
Sylligma theresa Lewis & Dippenaar-Schoeman, 2011 è un ragno appartenente alla famiglia Thomisidae.

## Etimologia
Il nome proprio deriva dalla parola greca θὴρης, cioè thères, che significa animali, fiere, belve e che indica i grandi animali dell'Africa subsahariana

## Caratteristiche
Gli esemplari femminili rinvenuti hanno lunghezza totale è di 2,89-4,70 mm; la lunghezza del cefalotorace è di 1,41-1,65 mm e la larghezza è di 1,27-1,50 mm
Gli esemplari maschili rinvenuti hanno lunghezza totale è di 2,75-3.38 mm; la lunghezza del cefalotorace è di 1,41-1,62 mm e la larghezza è di 1,29-1,41mm

## Distribuzione
La specie è stata reperita in Nigeria: nei pressi di Ibadan; in Kenya, in località Homabay Farm, nella Provincia di Nyanza; e in Ruanda, un esemplare juvenile trovato a Bugesera, sulle sponde del fiume Lac Tsohoa

## Tassonomia
Al 2015 non sono note sottospecie e dal 2011 non sono stati esaminati nuovi esemplari